# 日本人口学会
日本人口学会（にほんじんこうがっかい、英語: The Population Association Of Japan (PAOJ)）は、日本の学術研究団体の一つ。

## 概要
1948年11月設立。学術研究団体としての種別は単独学会。
会員は人口学の基礎理論や関連する各分野の研究者、人口統計に関連する官庁や企業の実務家から構成されている。
国内においては日本経済学会連合に加入している。
国際活動として英語での研究叢書の刊行を学会としてオーガナイズしている韓国、台湾、タイの人口学会とプログラムを共有し、相互の人口学会への参加を奨励している。

## 沿革
- 1948年 - 日本人口学会設立。

## 刊行物

### 人口学研究
- 誌名（和文）：人口学研究
- 誌名（欧文）：The Journal of Population Studies
- 創刊年：1978
- 資料種別：ジャーナル（査読付き論文を含む）
- 使用言語：日英混在
- 発行形態：印刷体
- 著作権帰属先：学会
- クリエイティブコモンズ：定めていない
- 購読：無料